# Делокалізація
Делокаліза́ція (рос. делокализация, англ. delocalization) — квантово-механічне поняття, що використовується для опису кон'югованих систем π-зв'язків, які не є локалізованими.
Вважається, що кожен з делокалізованих зв'язків має частково подвійний характер або дробовий порядок зв'язку. Енергія, яка відповідає стабілізації системи порівняно з гіпотетичною альтернативною структурою з формально локалізованими одинарними й подвійними зв'язками, називається енергією делокалізації. У делокалізації можуть брати участь вільні електронні пари і вакантні p-орбіталі. Делокалізація зображається парціальними зв'язками або як резонанс канонічних структур.

## n→σ*делокалізація
Делокалізація вільної електронної пари в антизв'язуючій σ-орбіталі.

## Делокалізована молекулярна орбіталь
Молекулярна орбіталь, яка поширюється більше, ніж на два ядра.

## Делокалiзований зв'язок
Зв'язок, який знаходиться у структурі, де зв'язуючi орбiталі
належать не тiльки парi атомiв, що утворюють цей зв’язок, а
охоплюють i сумiжнi атоми, тому зв’язуючі електрони розпо-
дiленi не лише на двох сусiднiх атомах зв’язку.

## Делокалізований електpон
Електрон, що займає делокалізовану молекулярну орбiталь, напр., у молекулах з кон'юґованими подвiйними зв'язками.